# 板柳町配水場
板柳町配水場（いたやなぎまちはいすいじょう）は、日本の青森県北津軽郡板柳町に所在する給水施設である。

## 解説
1988年（昭和63年）10月竣工。岩木川水系の浅瀬石川ダムを水源とし、黒石市の津軽広域水道企業団浄水場で作られた水道水を自然流下方式で北西へ約25kmの高架配水塔に貯めてから、上水道網を経由して町内の家庭や事業所へ供給する。配水塔の高さは57.2mで、竣工時は東洋一の高さを誇っていた。隣接する管理棟（板柳町上下水道課）と共に、町のランドマーク的な存在となっている。
計画給水人口は20,800人、最大給水能力は1日あたり6,975m3。

## 交通
JR東日本五能線板柳駅より北東へ徒歩30分、町営墓地向かい。
自家用車の場合、東北自動車道浪岡ICより南西へ約20分。